# Championnat du monde masculin de volley-ball des moins de 21 ans 1977
Navigation
Colorado Springs 1981
Le 1er Championnat du monde masculin de volley-ball des moins de 21 ans a été organisé en Brésil et s'est déroulé du 5 au 15 septembre 1977.

## Compétition

### Tour préliminaire

#### Poule A
| # | Équipe       | Pts | J | G | P | Sp | Sc | Ratio | Pp  | Pc  | Ratio |
| - | ------------ | --- | - | - | - | -- | -- | ----- | --- | --- | ----- |
| 1 | Brésil       | 6   | 3 | 3 | 0 | 9  | 0  | MAX   | 90  | 51  | 1.765 |
| 2 | Corée du Sud | 5   | 3 | 2 | 1 | 6  | 3  | 2     | 107 | 61  | 1.754 |
| 3 | Canada       | 4   | 3 | 1 | 2 | 3  | 8  | 0.375 | 115 | 141 | 0.816 |
| 4 | Paraguay     | 3   | 3 | 0 | 3 | 2  | 9  | 0.222 | 52  | 111 | 0.468 |

| Date     | Match                   | Résultat | Sets | Sets  | Sets  | Sets | Sets | Total Points |
| Date     | Match                   | Résultat | 1    | 2     | 3     | 4    | 5    | Total Points |
| -------- | ----------------------- | -------- | ---- | ----- | ----- | ---- | ---- | ------------ |
| 05.09.77 | Corée du Sud - Canada   | 3 - 0    | 15-3 | 15-7  | 15-5  | -    | -    | 45-15        |
| 05.09.77 | Brésil - Paraguay       | 3 - 0    | -    | -     | -     | -    | -    | -            |
| 06.09.77 | Corée du Sud - Paraguay | 3 - 0    | 15-0 | 15-1  | 15-0  | -    | -    | 45-1         |
| 06.09.77 | Brésil - Canada         | 3 - 0    | 15-8 | 15-13 | 15-13 | -    | -    | 45-34        |
| 07.09.77 | Canada - Paraguay       | 3 - 2    | 7-15 | 15-7  | 14-16 | 15-7 | 15-6 | 66-51        |
| 07.09.77 | Brésil - Corée du Sud   | 3 - 0    | 15-3 | 15-2  | 15-12 | -    | -    | 45-17        |

#### Poule B
| # | Équipe    | Pts | J | G | P | Sp | Sc | Ratio | Pp  | Pc  | Ratio |
| - | --------- | --- | - | - | - | -- | -- | ----- | --- | --- | ----- |
| 1 | Chine     | 6   | 3 | 3 | 0 | 9  | 2  | 4.5   | 152 | 84  | 1.81  |
| 2 | Mexique   | 5   | 3 | 2 | 1 | 7  | 5  | 1.4   | 155 | 125 | 1.24  |
| 3 | Espagne   | 4   | 3 | 1 | 2 | 4  | 7  | 0.571 | 96  | 143 | 0.671 |
| 4 | Venezuela | 3   | 3 | 0 | 3 | 3  | 9  | 0.333 | 117 | 168 | 0.696 |

| Date     | Match               | Résultat | Sets  | Sets  | Sets  | Sets  | Sets | Total Points |
| Date     | Match               | Résultat | 1     | 2     | 3     | 4     | 5    | Total Points |
| -------- | ------------------- | -------- | ----- | ----- | ----- | ----- | ---- | ------------ |
| 05.09.77 | Chine - Venezuela   | 3 - 1    | 15-7  | 15-6  | 11-15 | 15-5  | -    | 56-33        |
| 05.09.77 | Mexique - Espagne   | 3 - 1    | 15-2  | 13-15 | 15-5  | 15-8  | -    | 58-30        |
| 06.09.77 | Mexique - Venezuela | 3 - 1    | 15-7  | 15-9  | 13-15 | 15-13 | -    | 58-44        |
| 06.09.77 | Chine - Espagne     | 3 - 0    | 15-5  | 15-5  | 15-2  | -     | -    | 45-12        |
| 07.09.77 | Espagne - Venezuela | 3 - 1    | 9-15  | 15-2  | 15-13 | 15-10 | -    | 54-40        |
| 07.09.13 | Chine - Mexique     | 3 - 1    | 16-14 | 15-5  | 5-15  | 15-5  | -    | 51-39        |

#### Poule C
| # | Équipe          | Pts | J | G | P | Sp | Sc | Ratio | Pp  | Pc  | Ratio |
| - | --------------- | --- | - | - | - | -- | -- | ----- | --- | --- | ----- |
| 1 | Japon           | 6   | 3 | 3 | 0 | 9  | 0  | MAX   | 136 | 44  | 3.091 |
| 2 | Colombie        | 5   | 3 | 2 | 1 | 6  | 6  | 1     | 136 | 141 | 0.965 |
| 3 | Pérou           | 4   | 3 | 1 | 2 | 4  | 6  | 0.667 | 109 | 140 | 0.779 |
| 4 | Modèle:Haiti VB | 3   | 3 | 0 | 3 | 2  | 9  | 0.222 | 98  | 154 | 0.636 |

| Date     | Match            | Résultat | Sets  | Sets  | Sets  | Sets | Sets | Total Points |
| Date     | Match            | Résultat | 1     | 2     | 3     | 4    | 5    | Total Points |
| -------- | ---------------- | -------- | ----- | ----- | ----- | ---- | ---- | ------------ |
| 05.09.77 | Pérou - Haïti    | 3 - 0    | 15-10 | 15-11 | 16-14 | -    | -    | 46-35        |
| 05.09.77 | Japon - Colombie | 3 - 0    | 15-9  | 15-3  | 15-2  | -    | -    | 45-14        |
| 06.09.77 | Colombie - Haïti | 3 - 2    | 10-15 | 15-12 | 15-10 | 8-15 | 15-3 | 63-55        |
| 06.09.77 | Japon - Pérou    | 3 - 0    | 15-3  | 16-14 | 15-5  | -    | -    | 46-22        |
| 07.09.77 | Colombie - Pérou | 3 - 1    | 14-16 | 15-9  | 15-8  | 15-8 | -    | 59-41        |
| 07.09.13 | Japon - Haïti    | 3 - 0    | 15-3  | 15-5  | 15-0  | -    | -    | 45-8         |

#### Poule D
| # | Équipe          | Pts | J | G | P | Sp | Sc | Ratio | Pp  | Pc  | Ratio |
| - | --------------- | --- | - | - | - | -- | -- | ----- | --- | --- | ----- |
| 1 | URSS            | 6   | 3 | 3 | 0 | 9  | 0  | MAX   | 135 | 40  | 3.375 |
| 2 | États-Unis      | 5   | 3 | 2 | 1 | 6  | 4  | 1.5   | 114 | 102 | 1.118 |
| 3 | Argentine       | 4   | 3 | 1 | 2 | 4  | 8  | 0.5   | 111 | 152 | 0.73  |
| 4 | Arabie saoudite | 3   | 3 | 0 | 3 | 2  | 9  | 0.222 | 92  | 158 | 0.582 |

| Date     | Match                        | Résultat | Sets | Sets  | Sets  | Sets  | Sets | Total Points |
| Date     | Match                        | Résultat | 1    | 2     | 3     | 4     | 5    | Total Points |
| -------- | ---------------------------- | -------- | ---- | ----- | ----- | ----- | ---- | ------------ |
| 05.09.77 | États-Unis - Arabie saoudite | 3 - 0    | 15-7 | 15-4  | 15-13 | -     | -    | 45-24        |
| 05.09.77 | URSS - Argentine             | 3 - 0    | 15-4 | 15-3  | 15-3  | -     | -    | 45-10        |
| 06.09.77 | États-Unis - Argentine       | 3 - 1    | 8-15 | 15-2  | 15-2  | 16-14 | -    | 54-33        |
| 06.09.77 | URSS - Arabie saoudite       | 3 - 0    | 15-3 | 15-6  | 15-6  | -     | -    | 45-15        |
| 07.09.77 | Argentine - Arabie saoudite  | 3 - 2    | 15-2 | 13-15 | 15-13 | 10-15 | 15-8 | 68-53        |
| 07.09.13 | URSS - États-Unis            | 3 - 0    | 15-4 | 15-2  | 15-9  | -     | -    | 45-15        |

### Deuxième tour

#### Poules de 1 à 8

##### Poule E
| # | Équipe     | Pts | J | G | P | Sp | Sc | Ratio | Pp  | Pc  | Ratio |
| - | ---------- | --- | - | - | - | -- | -- | ----- | --- | --- | ----- |
| 1 | Brésil     | 6   | 3 | 3 | 0 | 9  | 1  | 9     | 149 | 80  | 1.863 |
| 2 | Mexique    | 5   | 3 | 2 | 1 | 6  | 5  | 1.2   | 74  | 72  | 1.028 |
| 3 | États-Unis | 4   | 3 | 1 | 2 | 4  | 8  | 0.5   | 113 | 161 | 0.702 |
| 4 | Japon      | 3   | 3 | 0 | 3 | 4  | 9  | 0.444 | 100 | 123 | 0.813 |

| Date     | Match                | Résultat | Sets  | Sets  | Sets  | Sets | Sets  | Total Points |
| Date     | Match                | Résultat | 1     | 2     | 3     | 4    | 5     | Total Points |
| -------- | -------------------- | -------- | ----- | ----- | ----- | ---- | ----- | ------------ |
| 09.09.77 | Mexique - Japon      | 3 - 1    | -     | -     | -     | -    | -     | -            |
| 09.09.77 | Brésil - États-Unis  | 3 - 0    | 15-8  | 15-8  | 15-6  | -    | -     | 45-22        |
| 10.09.77 | États-Unis - Japon   | 3 - 2    | 15-13 | 15-8  | 12-15 | 7-15 | 15-11 | 64-62        |
| 10.09.77 | Brésil - Mexique     | 3 - 0    | 15-5  | 15-4  | 15-11 | -    | -     | 45-20        |
| 11.09.77 | Mexique - États-Unis | 3 - 1    | 9-15  | 15-6  | 15-2  | 15-4 | -     | 54-27        |
| 11.09.77 | Brésil - Japon       | 3 - 1    | 15-10 | 14-16 | 15-3  | 15-9 | -     | 59-38        |

##### Poule F
| # | Équipe       | Pts | J | G | P | Sp | Sc | Ratio | Pp  | Pc  | Ratio |
| - | ------------ | --- | - | - | - | -- | -- | ----- | --- | --- | ----- |
| 1 | URSS         | 6   | 3 | 3 | 0 | 9  | 1  | 9     | 149 | 72  | 2.069 |
| 2 | Chine        | 5   | 3 | 2 | 1 | 6  | 4  | 1.5   | 89  | 71  | 1.254 |
| 3 | Corée du Sud | 4   | 3 | 1 | 2 | 4  | 6  | 0.667 | 77  | 71  | 1.085 |
| 4 | Colombie     | 3   | 3 | 0 | 3 | 1  | 9  | 0.111 | 46  | 147 | 0.313 |

| Date     | Match                   | Résultat | Sets  | Sets  | Sets  | Sets | Sets | Total Points |
| Date     | Match                   | Résultat | 1     | 2     | 3     | 4    | 5    | Total Points |
| -------- | ----------------------- | -------- | ----- | ----- | ----- | ---- | ---- | ------------ |
| 09.09.77 | URSS - Colombie         | 3 - 0    | 15-2  | 15-4  | 15-2  | -    | -    | 45-8         |
| 09.09.77 | Chine - Corée du Sud    | 3 - 0    | -     | -     | -     | -    | -    | -            |
| 10.09.77 | Chine - Colombie        | 3 - 1    | 15-2  | 15-8  | 12-15 | 15-1 | -    | 57-26        |
| 10.09.77 | URSS - Corée du Sud     | 3 - 1    | 15-10 | 14-16 | 15-1  | 15-5 | -    | 59-32        |
| 11.09.77 | Corée du Sud - Colombie | 3 - 0    | 15-5  | 15-2  | 15-5  | -    | -    | 45-12        |
| 11.09.77 | URSS - Chine            | 3 - 0    | 15-12 | 15-11 | 15-9  | -    | -    | 45-32        |

#### Poules de 9 à 16

##### Poule G
| # | Équipe          | Pts | J | G | P | Sp | Sc | Ratio | Pp  | Pc  | Ratio |
| - | --------------- | --- | - | - | - | -- | -- | ----- | --- | --- | ----- |
| 1 | Venezuela       | 6   | 3 | 3 | 0 | 9  | 2  | 4.5   | 161 | 118 | 1.364 |
| 2 | Canada          | 5   | 3 | 2 | 1 | 7  | 3  | 2.333 | 127 | 107 | 1.187 |
| 3 | Arabie saoudite | 4   | 3 | 1 | 2 | 4  | 8  | 0.5   | 144 | 155 | 0.929 |
| 4 | Pérou           | 3   | 3 | 0 | 3 | 2  | 9  | 0.222 | 108 | 160 | 0.675 |

| Date     | Match                       | Résultat | Sets  | Sets  | Sets  | Sets  | Sets  | Total Points |
| Date     | Match                       | Résultat | 1     | 2     | 3     | 4     | 5     | Total Points |
| -------- | --------------------------- | -------- | ----- | ----- | ----- | ----- | ----- | ------------ |
| 09.09.77 | Canada - Pérou              | 3 - 0    | 15-8  | 15-2  | 15-9  | -     | -     | 45-19        |
| 09.09.77 | Venezuela - Arabie saoudite | 3 - 1    | 15-11 | 11-15 | 15-11 | 15-9  | -     | 56-46        |
| 10.09.77 | Venezuela - Pérou           | 3 - 0    | 15-9  | 16-14 | 15-12 | -     | -     | 46-35        |
| 10.09.77 | Canada - Arabie saoudite    | 3 - 0    | 15-12 | 15-9  | 15-8  | -     | -     | 45-29        |
| 11.09.77 | Arabie saoudite - Pérou     | 3 - 2    | 12-15 | 12-15 | 15-8  | 15-5  | 15-11 | 69-54        |
| 11.09.77 | Venezuela - Canada          | 3 - 1    | 15-4  | 15-6  | 14-16 | 15-11 | -     | 59-37        |

##### Poule H
| # | Équipe    | Pts | J | G | P | Sp | Sc | Ratio | Pp | Pc | Ratio |
| - | --------- | --- | - | - | - | -- | -- | ----- | -- | -- | ----- |
| 1 | Argentine | 2   | 1 | 1 | 0 | 3  | 0  | MAX   | 46 | 0  |       |
| 2 | Espagne   | 2   | 1 | 1 | 0 | 3  | 0  | MAX   | 0  | 0  |       |
| 3 | Haïti     | 3   | 2 | 1 | 1 | 3  | 5  | 0.6   | 0  | 0  |       |
| 4 | Paraguay  | 2   | 2 | 0 | 2 | 2  | 6  | 0.333 | 0  | 0  |       |

| Date     | Match                | Résultat | Sets  | Sets | Sets  | Sets | Sets | Total Points |
| Date     | Match                | Résultat | 1     | 2    | 3     | 4    | 5    | Total Points |
| -------- | -------------------- | -------- | ----- | ---- | ----- | ---- | ---- | ------------ |
| 09.09.77 | Argentine - Paraguay | 3 - 0    | 15-12 | 15-4 | 16-14 | -    | -    | 46-30        |
| 09.09.77 | Espagne - Haïti      | 3 - 0    | -     | -    | -     | -    | -    | -            |
| 10.09.77 | Argentine - Haïti    | -        | -     | -    | -     | -    | -    | -            |
| 10.09.77 | Espagne - Paraguay   | -        | -     | -    | -     | -    | -    | -            |
| 11.09.77 | Haïti - Paraguay     | 3 - 2    | 16-14 | 7-15 | 17-15 | 8-15 | 15-8 | 63-67        |
| 11.09.77 | Argentine - Espagne  | -        | -     | -    | -     | -    | -    | -            |

### Phase finale

#### Places 13 à 16
| #  | Équipe          | Pts | J | G | P | Sp | Sc | Ratio | Pp  | Pc  | Ratio |
| -- | --------------- | --- | - | - | - | -- | -- | ----- | --- | --- | ----- |
| 13 | Arabie saoudite | 6   | 3 | 3 | 0 | 9  | 0  | MAX   | 90  | 62  | 1.452 |
| 14 | Paraguay        | 5   | 3 | 2 | 1 | 6  | 6  | 1     | 119 | 97  | 1.227 |
| 15 | Pérou           | 4   | 3 | 1 | 2 | 5  | 6  | 0.833 | 104 | 109 | 0.954 |
| 16 | Haïti           | 3   | 3 | 0 | 3 | 1  | 9  | 0.111 | 55  | 100 | 0.55  |

| Date     | Match                      | Résultat | Sets  | Sets  | Sets  | Sets  | Sets  | Total Points |
| Date     | Match                      | Résultat | 1     | 2     | 3     | 4     | 5     | Total Points |
| -------- | -------------------------- | -------- | ----- | ----- | ----- | ----- | ----- | ------------ |
| 14.09.77 | Paraguay - Pérou           | 3 - 2    | 15-11 | 5-15  | 15-12 | 13-15 | 16-14 | 64-67        |
| 14.09.77 | Arabie saoudite - Haïti    | 3 - 0    | 15-6  | 15-10 | 15-9  | -     | -     | 45-25        |
| 15.09.77 | Arabie saoudite - Paraguay | 3-x      | -     | -     | -     | -     | -     | -            |
| 15.09.77 | Pérou - Haïti              | 3-x      | -     | -     | -     | -     | -     | -            |
| 16.09.77 | Paraguay - Haïti           | 3 - 1    | 15-7  | 10-15 | 15-5  | 15-3  | -     | 55-30        |
| 16.09.77 | Arabie saoudite - Pérou    | 3 - 0    | 15-11 | 15-13 | 15-13 | -     | -     | 45-37        |

#### Places 9 à 12
| #  | Équipe    | Pts | J | G | P | Sp | Sc | Ratio | Pp | Pc | Ratio |
| -- | --------- | --- | - | - | - | -- | -- | ----- | -- | -- | ----- |
| 9  | Argentine | 0   | 0 | 0 | 0 | 0  | 0  | MAX   | 0  | 0  |       |
| 10 | Canada    | 0   | 0 | 0 | 0 | 0  | 0  | MAX   | 0  | 0  |       |
| 11 | Venezuela | 0   | 0 | 0 | 0 | 0  | 0  | MAX   | 0  | 0  |       |
| 12 | Espagne   | 0   | 0 | 0 | 0 | 0  | 0  | MAX   | 0  | 0  |       |

| Date     | Match                 | Résultat | Sets | Sets | Sets | Sets | Sets | Total Points |
| Date     | Match                 | Résultat | 1    | 2    | 3    | 4    | 5    | Total Points |
| -------- | --------------------- | -------- | ---- | ---- | ---- | ---- | ---- | ------------ |
| 14.09.77 | Venezuela - Espagne   | ---      | -    | -    | -    | -    | -    | -            |
| 14.09.77 | Argentine - Canada    | ---      | -    | -    | -    | -    | -    | -            |
| 15.09.77 | Canada - Espagne      | ---      | -    | -    | -    | -    | -    | -            |
| 15.09.77 | Argentine - Venezuela | ---      | -    | -    | -    | -    | -    | -            |
| 16.09.77 | Canada - Venezuela    | ---      | -    | -    | -    | -    | -    | -            |
| 16.09.77 | Argentine - Espagne   | ---      | -    | -    | -    | -    | -    | -            |

#### Places 5 à 8
| # | Équipe       | Pts | J | G | P | Sp | Sc | Ratio | Pp  | Pc  | Ratio |
| - | ------------ | --- | - | - | - | -- | -- | ----- | --- | --- | ----- |
| 5 | Corée du Sud | 6   | 3 | 3 | 0 | 9  | 1  | 9     | 141 | 73  | 1.932 |
| 6 | Japon        | 5   | 3 | 2 | 1 | 7  | 3  | 2.333 | 146 | 113 | 1.292 |
| 7 | États-Unis   | 4   | 3 | 1 | 2 | 3  | 6  | 0.5   | 103 | 129 | 0.798 |
| 8 | Colombie     | 3   | 3 | 0 | 3 | 0  | 9  | 0     | 60  | 135 | 0.444 |

| Date     | Match                     | Résultat | Sets  | Sets | Sets  | Sets  | Sets | Total Points |
| Date     | Match                     | Résultat | 1     | 2    | 3     | 4     | 5    | Total Points |
| -------- | ------------------------- | -------- | ----- | ---- | ----- | ----- | ---- | ------------ |
| 14.09.77 | Japon - Colombie          | 3 - 0    | 15-5  | 15-7 | 15-4  | -     | -    | 45-16        |
| 14.09.77 | Corée du Sud - États-Unis | 3 - 0    | 15-13 | 15-4 | 15-5  | -     | -    | 45-12        |
| 15.09.77 | Corée du Sud - Colombie   | 3 - 0    | 15-9  | 15-4 | 15-4  | -     | -    | 45-17        |
| 15.09.77 | Japon - États-Unis        | 3 - 1    | 12-15 | 15-6 | 15-12 | 15-13 | -    | 57-46        |
| 16.09.77 | États-Unis - Colombie     | 3 - 0    | 15-11 | 15-4 | 15-12 | -     | -    | 45-27        |
| 16.09.77 | Corée du Sud - Japon      | 3 - 1    | 6-15  | 15-6 | 15-13 | 15-10 | -    | 51-44        |

#### Places 1 à 4
| # | Équipe  | Pts | J | G | P | Sp | Sc | Ratio | Pp  | Pc  | Ratio |
| - | ------- | --- | - | - | - | -- | -- | ----- | --- | --- | ----- |
| 1 | URSS    | 6   | 3 | 3 | 0 | 9  | 1  | 9     | 157 | 104 | 1.51  |
| 2 | Chine   | 5   | 3 | 2 | 1 | 6  | 3  | 2     | 129 | 103 | 1.252 |
| 3 | Brésil  | 4   | 3 | 1 | 2 | 4  | 6  | 0.667 | 137 | 136 | 1.007 |
| 4 | Mexique | 3   | 3 | 0 | 3 | 0  | 9  | 0     | 55  | 135 | 0.407 |

| Date     | Match            | Résultat | Sets  | Sets  | Sets  | Sets  | Sets | Total Points |
| Date     | Match            | Résultat | 1     | 2     | 3     | 4     | 5    | Total Points |
| -------- | ---------------- | -------- | ----- | ----- | ----- | ----- | ---- | ------------ |
| 14.09.77 | URSS - Chine     | 3 - 0    | 15-10 | 18-16 | 15-12 | -     | -    | 48-38        |
| 14.09.77 | Brésil - Mexique | 3 - 0    | 15-7  | 15-12 | 15-9  | -     | -    | 45-26        |
| 15.09.77 | URSS - Mexique   | 3 - 0    | 15-5  | 15-2  | 15-6  | -     | -    | 45-13        |
| 15.09.77 | Chine - Brésil   | 3 - 0    | 16-14 | 15-12 | 15-13 | -     | -    | 46-39        |
| 16.09.77 | Chine - Mexique  | 3 - 0    | 15-3  | 15-6  | 15-7  | -     | -    | 45-16        |
| 16.09.77 | URSS - Brésil    | 3 - 1    | 15-9  | 15-10 | 15-17 | 19-17 | -    | 64-53        |

## Classement final
| Place              | Équipe           |
| ------------------ | ---------------- |
| Médaille d'or      | Union soviétique |
| Médaille d'argent  | Chine            |
| Médaille de bronze | Brésil           |
| 4                  | Mexique          |
| 5                  | Corée du Sud     |
| 6                  | Japon            |
| 7                  | États-Unis       |
| 8                  | Colombie         |
| 9                  | Argentine        |
| 10                 | Canada           |
| 11                 | Venezuela        |
| 12                 | Espagne          |
| 13                 | Arabie saoudite  |
| 14                 | Paraguay         |
| 15                 | Pérou            |
| 16                 | Haïti            |